# Villars-sur-Ollon
Villars-sur-Ollon är en by i kantonen Vaud i Schweiz. Här finns bland annat internatskolorna Collège Alpin International Beau Soleil och Aiglon College.

## Sport och fritid
Vinteruniversiaden 1962 avgjordes här. Här finns också ishockeyklubben Villars HC.

### Fotnoter
1. ↑  ”Population et altitudes”. Commune d'Ollon. https://www.ollon.ch/N2647/population-et-altitudes.html. Läst 27 november 2019.
2. ↑  ”FISU History” (på engelska). FISU. Arkiverad från originalet den 22 februari 2014. https://web.archive.org/web/20140222174601/http://www.fisu.net/en/FISU-history-3171.html?aMotsCles=a:1:%7Bs:0:%22%22%3Ba:1:%7Bi:0%3Bs:4:%221962%22%3B%7D%7D. Läst 12 februari 2014.